# Tecnologia FPR
FPR (do inglês Film-type Patterned Retarder) é um tipo de tecnologia usado em televisores 3D. Ele faz a função de dividir as imagens do olho direito e do olho esquerdo em um polarizador circular, deixando para os óculos a função de filtrar a imagem de cada olho com as lentes respectivas. O cérebro faz o trabalho de unir as duas imagens que estão em perspectivas diferentes gerando assim o efeito 3D.

## História
O FPR é uma evolução do PR que originalmente usava uma espécie de vidro em cima do painel LCD, o FPR conseguiu trocar esse vidro por apenas uma película que custa ¼ do preço do vidro baixando assim os custos tornando um concorrente à tecnologia SG Como o televisor manda as duas imagens simultaneamente os principais problemas de um televisor 3D comum são drasticamente diminuídos como o flicker e o crosstalk, assim como a fadiga visual por ser um estilo de 3D mais natural do que o método ativo.

## Óculos
Os óculos, por fazer apenas o papel de filtrar a imagem que o televisor já envia, não necessitam de bateria, sendo assim mais leves e baratos em comparação aos óculos SG (Shutter Glass) o que foi o fator principal que incentivou a produção de uma nova tecnologia em 3D.
Os óculos de matriz passiva (FPR) são apenas óculos com lentes próprias para filtrar a imagem que é dividida pela película aplicada na tela que divide metade da imagem para cada olho.
Os óculos SG necessitam de energia, pois ele é um aparelho eletrônico que se comporta como o filtro das imagens transmitidas pelo televisor, ele funciona em conjunto com a taxa de atualização do painel que emite uma imagem para cada olho a cada quadro, e o papel dos óculos é fechar a lente do olho oposto ao que a imagem exibida é destinada, essa comunicação é feita através de raios IR (infra vermelho).

## Vantagens
Maior Brilho: Dentre as vantagens, o FPR propicia maior brilho na imagem pelo óculos ter uma lente mais transparente.
Menos Crosstalk: O fato de não precisar se comunicar via infravermelho com a TV para poder sincronizar o efeito 3D como na tecnologia ativa e evita o efeito de quebra da tridimensionalidade, ou seja, quando a imagem que deveria ser uma só para cada olho se duplica, pelo fato da imagem que deveria ser destinada apenas ao olho direito é visto pelo esquerdo e vice-versa
Flicker Free: Aquela imagem tremida que é visível em televisores que usam a tecnologia ativa é anulada, pois ele é causado pelo movimento de abertura e fechamento das lentes dos óculos SG que interrompe a passagem da luz constantemente. Como o FPR usa lentes polarizadas que não se movem a luz passa de maneira fluída mantendo assim a imagem estática